# Campionati del mondo di atletica leggera 2017 - Getto del peso maschile
La gara del getto del peso maschile dei Campionati del mondo di atletica leggera 2017 si è svolta tra il 5 e il 6 agosto.

## Podio
| Pos.    | Atleta      | Nazionalità   | Misura  |
| ------- | ----------- | ------------- | ------- |
| Oro     | Tomas Walsh | Nuova Zelanda | 22,03 m |
| Argento | Joe Kovacs  | Stati Uniti   | 21,66 m |
| Bronzo  | Stipe Žunić | Croazia       | 21,46 m |

## Situazione pre-gara

### Record
Prima di questa competizione, il record del mondo (RM) e il record dei campionati (RC) erano i seguenti.
| Record                | Prestazione | Atleta                   | Data                                    | Competizione  |
| --------------------- | ----------- | ------------------------ | --------------------------------------- | ------------- |
| Record mondiale       | 23,12 m     | Randy Barnes Stati Uniti | 20 maggio 1990 Los Angeles, Stati Uniti |               |
| Record dei campionati | 22,23 m     | Werner Günthör Svizzera  | 29 agosto 1987 Roma, Italia             | Mondiali 1987 |

### Campioni in carica
I campioni in carica a livello mondiale e olimpico erano:
| Campione | Atleta                   | Prestazione | Data                                   | Competizione         |
| -------- | ------------------------ | ----------- | -------------------------------------- | -------------------- |
| Olimpico | Ryan Crouser Stati Uniti | 22,52 m     | 18 agosto 2016 Rio de Janeiro, Brasile | Giochi olimpici 2016 |
| Mondiale | Joe Kovacs Stati Uniti   | 21,93 m     | 23 agosto 2015 Pechino, Cina           | Mondiali 2015        |

### La stagione
Prima di questa gara, gli atleti con le migliori tre prestazioni dell'anno erano:
| Pos. | Atleta                    | Prestazione | Data                                   |
| ---- | ------------------------- | ----------- | -------------------------------------- |
| 1    | Ryan Crouser Stati Uniti  | 22,65 m     | 25 giugno 2017 Sacramento, Stati Uniti |
| 2    | Joe Kovacs Stati Uniti    | 22,57 m     | 18 maggio 2017 Tucson, Stati Uniti     |
| 3    | Tomas Walsh Nuova Zelanda | 22,04 m     | 21 luglio 2017 Athens, Stati Uniti     |

## Risultati

### Qualifiche
Le qualifiche si sono tenute il 5 agosto dalle ore 10:00.

Qualificazione: gli atleti che raggiungono i 20,75 m (Q) o le dodici migliori misure (q) si qualificano alla finale.
| Pos. | Gruppo | Nome                 | Nazionalità                 | 1ª prova | 2ª prova | 3ª prova | Misura  | Note |
| ---- | ------ | -------------------- | --------------------------- | -------- | -------- | -------- | ------- | ---- |
| 1    | A      | Tomas Walsh          | Nuova Zelanda               | 22,14 m  |          |          | 22,14 m | Q    |
| 2    | B      | David Storl          | Germania                    | 21,41 m  |          |          | 21,41 m | Q    |
| 3    | A      | Michał Haratyk       | Polonia                     | 21,27 m  |          |          | 21,27 m | Q    |
| 4    | A      | Darrell Hill         | Stati Uniti                 | x        | x        | 21,11 m  | 21,11 m | Q    |
| 5    | B      | Jacko Gill           | Nuova Zelanda               | 20,96 m  |          |          | 20,96 m | Q    |
| 6    | B      | Ryan Crouser         | Stati Uniti                 | 20,90 m  |          |          | 20,90 m | Q    |
| 7    | B      | Stipe Žunić          | Croazia                     | 20,86 m  |          |          | 20,86 m | Q    |
| 8    | B      | Ryan Whiting         | Stati Uniti                 | 20,84 m  |          |          | 20,86 m | Q    |
| 9    | B      | Tomáš Staněk         | Rep. Ceca                   | 20,76 m  |          |          | 20,76 m | Q    |
| 10   | A      | Joe Kovacs           | Stati Uniti                 | 20,62 m  | 20,67 m  | x        | 20,67 m | q    |
| 11   | A      | Andrei Gag           | Romania                     | 20,31 m  | x        | 20,61 m  | 20,61 m | q    |
| 12   | B      | Konrad Bukowiecki    | Polonia                     | x        | 20,11 m  | 20,55 m  | 20,55 m | q    |
| 13   | A      | Jakub Szyszkowski    | Polonia                     | 19,13 m  | 19,50 m  | 20,54 m  | 20,54 m |      |
| 14   | A      | Filip Mihaljević     | Croazia                     | x        | x        | 20,30 m  | 20,30 m |      |
| 15   | B      | Darlan Romani        | Brasile                     | x        | 20,21 m  | 19,91 m  | 20,21 m |      |
| 16   | A      | Tim Nedow            | Canada                      | 19,66 m  | 20,09 m  | 20,03 m  | 20,09 m |      |
| 17   | A      | Tsanko Arnaudov      | Portogallo                  | 19,83 m  | 20,02 m  | 20,08 m  | 20,08 m |      |
| 18   | A      | Ladislav Prášil      | Rep. Ceca                   | 20,04 m  | 19,76 m  | 19,92 m  | 20,04 m |      |
| 19   | A      | O'Dayne Richards     | Giamaica                    | x        | 19,84 m  | 19,95 m  | 19,95 m |      |
| 20   | B      | Damien Birkinhead    | Australia                   | 19,90 m  | 19,79 m  | 19,50 m  | 19,90 m |      |
| 21   | A      | Mesud Pezer          | Bosnia ed Erzegovina        | x        | 19,51 m  | 19,88 m  | 19,88 m |      |
| 22   | A      | Carlos Tobalina      | Spagna                      | 19,38 m  | 19,87 m  | x        | 19,87 m |      |
| 23   | A      | Orazio Cremona       | Sudafrica                   | 19,81 m  | 19,61 m  | 19,35 m  | 19,81 m |      |
| 24   | A      | Franck Elemba        | Rep. del Congo              | 19,18 m  | 19,74 m  | 19,40 m  | 19,74 m |      |
| 25   | B      | Chukwuebuka Enewechi | Nigeria                     | 19,27 m  | 19,70 m  | 19,72 m  | 19,71 m |      |
| 26   | A      | Aleksandr Lesnoj     | Atleti Neutrali Autorizzati | x        | 19,67 m  | x        | 19,67 m |      |
| 27   | B      | Jaco Engelbrecht     | Sudafrica                   | 18,62 m  | 19,59 m  | 19,56 m  | 19,59 m |      |
| 28   | B      | Aliaksei Nichypar    | Bielorussia                 | 19,39 m  | 19,54 m  | 19,41 m  | 19,54 m |      |
| 29   | B      | Francisco Belo       | Portogallo                  | 18,28 m  | 19,47 m  | x        | 19,47 m |      |
| 30   | B      | Mostafa Amr Hassan   | Egitto                      | 19,23 m  | x        | 19,15 m  | 19,23 m |      |
| 31   | B      | Bob Bertemes         | Lussemburgo                 | x        | 18,93 m  | 19,10 m  | 19,10 m |      |
| 32   | B      | Hamza Alić           | Bosnia ed Erzegovina        | x        | 18,95 m  | x        | 18,95 m |      |

### Finale
La finale si è svolta domenica 6 agosto alle ore 20:35.
| Pos. | Nome              | Nazionalità   | 1ª prova | 2ª prova | 3ª prova | 4ª prova | 5ª prova | 6ª prova | Misura  | Note |
| ---- | ----------------- | ------------- | -------- | -------- | -------- | -------- | -------- | -------- | ------- | ---- |
|      | Tomas Walsh       | Nuova Zelanda | 21,38 m  | 21,64 m  | 21,75 m  | 21,70 m  | 21,63 m  | 22,03 m  | 22,03 m |      |
|      | Joe Kovacs        | Stati Uniti   | 21,48 m  | 20,88 m  | 21,66 m  | x        | 21,17 m  | x        | 21,66 m |      |
|      | Stipe Žunić       | Croazia       | 21,01 m  | 21,46 m  | 21,04 m  | 21,08 m  | x        | x        | 21,46 m |      |
| 4    | Tomáš Staněk      | Rep. Ceca     | 21,04 m  | 21,41 m  | x        | x        | x        | 20,99 m  | 21,41 m |      |
| 5    | Michał Haratyk    | Polonia       | 20,49 m  | 20,52 m  | 21,00 m  | 20,83 m  | 21,41 m  | 20,98 m  | 21,41 m |      |
| 6    | Ryan Crouser      | Stati Uniti   | 21,07 m  | 21,09 m  | x        | x        | 21,20 m  | 21,14 m  | 21,20 m |      |
| 7    | Ryan Whiting      | Stati Uniti   | 20,82 m  | x        | 20,66    | x        | x        | 21,09 m  | 21,09 m |      |
| 8    | Konrad Bukowiecki | Polonia       | x        | 20,65 m  | 20,89 m  | x        | x        | x        | 20,89 m |      |
| 9    | Jacko Gill        | Nuova Zelanda | 20,36 m  | 19,82 m  | 20,82 m  |          |          |          | 20,82 m |      |
| 10   | David Storl       | Germania      | x        | x        | 20,80 m  |          |          |          | 20,80 m |      |
| 11   | Darrell Hill      | Stati Uniti   | 20,79 m  | 20,56 m  | x        |          |          |          | 20,79 m |      |
| 12   | Andrei Gag        | Romania       | 19,96 m  | x        | x        |          |          |          | 19,96 m |      |